# Кижа (Бурятия)
Кижа́ (бур. Хэжэ) — населённый пункт при одноимённой железнодорожной станции в Заиграевском районе Республики Бурятия. Входит в сельское поселение «Горхонское».

## География
Расположена в верховьях реки Ара-Кижа (левый приток Ильки), по западной стороне региональной автодороги 03К-013 Новоильинск — Кижа — граница с Забайкальским краем, в 17 км к юго-востоку от центра сельского поселения, посёлка Горхон, в 3 км по автодороге к северу от границы с Забайкальским краем.

## История
Основана в 1900 году.

## Население
| 2002 | 2010 |
| ---- | ---- |
| 84   | →84  |